# 리그 오브 아일랜드
리그 오브 아일랜드(League of Ireland)는 아일랜드의 축구 리그이다. 현재 스폰서십을 이유로 SSE 에어트리시티 리그(SSE Airtricity League)로 불리고 있다.
원래는 최상위 단일 리그를 지칭하는 명칭이었으나, 현재는 프리미어 디비전, 퍼스트 디비전, U19 디비전, U17 디비전의 4개 디비전으로 구성되어 있다.

## 같이 보기
- 축구 대회 목록